# Aventura bandei pătate
Aventura bandei pătate (în engleză The Adventure of the Speckled Band) este una dintre cele 56 povestiri scurte cu Sherlock Holmes ale lui Sir Arthur Conan Doyle și a opta povestire din volumul Aventurile lui Sherlock Holmes. Este una dintre cele patru povestiri cu Sherlock Holmes care poate fi clasificată ca fiind un mister petrecut într-o cameră închisă. 
Ea a fost publicată în revista Strand Magazine din februarie 1892, cu ilustrații de Sidney Paget, apoi în volumul "Aventurile lui Sherlock Holmes" (în engleză The Adventures of Sherlock Holmes) editat la 14 octombrie 1892 de George Newnes Ltd din Anglia. Ea va fi publicată ulterior sub titlul "The Spotted Band" în revista New York World din august 1905. Doyle a mărturisit mai târziu că el credea că aceasta era cea mai bună povestire cu Holmes pe care a scris-o..
Doyle a scris și pus în scenă o piesă de teatru inspirată din această povestire. Ea a avut premiera la Teatrul Adelphi din Londra la 4 iunie 1910, cu H. A. Saintsbury în rolul lui Sherlock Holmes și Lyn Harding în rolul dr. Grimesby Roylott. Piesa, numită inițial The Stoner Case ("Cazul Stoner"), diferă de povestire în anumite detalii cum ar fi numele unora dintre personaje. 

## Rezumat

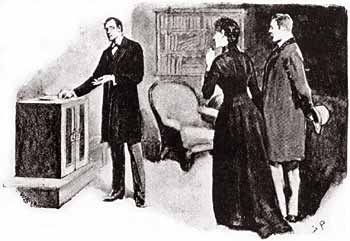
Holmes, Helen Stoner şi Watson, ilustraţie de Sidney Paget

O tânără femeie numită Helen Stoner îl consultă pe detectivul Sherlock Holmes cu privire la moartea dubioasă a surorii sale, Julia. Într-o noapte, după ce aceasta discutase cu sora sa geamănă cu privire la nunta sa apropiată, Julia țipă și iese pe coridor unde o găsește Helen, iar ultimele cuvinte ale Juliei sunt: "A fost banda, banda pătată!" Julia fusese logodită și urma să se căsătorească, iar după nuntă urma să primească o rentă anuală de 250 lire sterline din venitul mamei sale decedate. Acum Helen este la rândul ei logodită și urmează să se căsătorească. Investigația lui Holmes cu privire la averea mamei celor două fete dezvăluie faptul că valoarea averii scăzuse semnificativ în ultimii ani, iar dr. Roylott, tatăl vitreg al lui Helen, care avea un comportament violent, ar fi rămas cu o sumă de bani foarte mică, chiar în cazul în care doar una dintre fete s-ar fi măritat. Astfel, principala bănuială cade asupra lui. 
Dr. Roylott îi cere Helenei să se mute într-o cameră anumită din casa străveche și mult ipotecată, Stoke Moran. În acea cameră murise Julia după ce relatase anterior anumite detalii misterioase. Un fluierat ușor se auzise noaptea târziu, precum și un zgomot metalic. Deasupra patului se afla un cordon de clopoțel, care pare să nu funcționeze. Helen presupune că Julia a fost ucisă de țiganii găzduiți de dr. Roylott pe pământurile sale; ei purtau eșarfe pătate în jurul gâtului. Un ghepard și un babuin se plimbă liberi pe proprietate, dr. Roylott având o pasiune pentru animalele exotice din India. Helenei îi este frică să doarmă în camera în care își găsese sfârșitul sora sa geamănă.
După plecarea Helenei, dr. Roylott vine să-l viziteze pe Holmes, el urmărind-o pe fiica sa vitregă. El cere să fie informat ce i-a spus Helen lui Holmes, dar Holmes refuză să o facă. Dr. Roylott îndoaie un vătrai de fier într-o încercare de a-l intimida pe Holmes, dar detectivul își păstrează atitudinea jovială în timpul întrevederii. După plecarea lui Roylott, Holmes îndreaptă la loc vătraiul, ceea ce dovedește că el este la fel de puternic ca și doctorul. 
Aranjând ca Helen să-și petreacă noaptea în altă parte, Holmes și Watson se mută în dormitorul ei fără știrea dr. Roylott. Holmes spune că a dedus deja explicația misterului și vrea să-și testeze teoria. Ei aud un fluierat, iar Holmes vede ce este în realitate cordonul clopoțelului, dar Watson nu-și dă seama. Ultimele cuvinte ale Juliei despre o "bandă pătată" descriau de fapt "o viperă de mlaștină, cel mai mortal șarpe din India". Șarpele veninos a fost trimis în camera Juliei de către dr. Roylott pentru a o ucide. După ce vipera de mlaștină o mușcă pe Julia, el chemă șarpele cu un fluierat, ceea ce-l face pe șarpe să se cațăre pe cordonul clopoțelului, dispărând din cameră. 
Vipera de mlaștină este trimisă din nou de dr. Roylott prin gura de aerisire pentru a o ucide pe sora Juliei, Helen. Holmes atacă șarpele, trimițându-l înapoi prin gura de aerisire conectată la camera alăturată. Șarpele înfuriat îl mușcă pe dr. Roylott și acesta moare în câteva secunde. Holmes afirmă că el este responsabil indirect pentru moartea dr. Roylott, dar nu își simte conștiința prea mult încărcată din acest motiv. 

## Personaje
- Sherlock Holmes
- doctorul Watson
- Dr. Grimesby Roylott - fost medic în India
- Helen Stoner - fiica vitregă a dr. Roylott

### Vipera de mlaștină

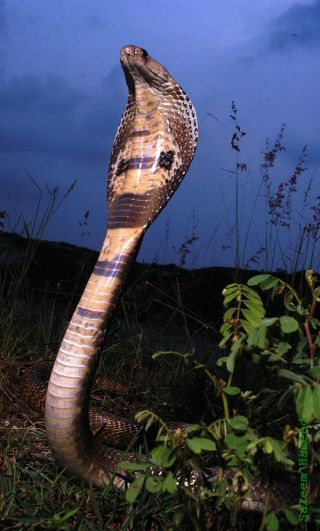
Naja naja, cobra indiană

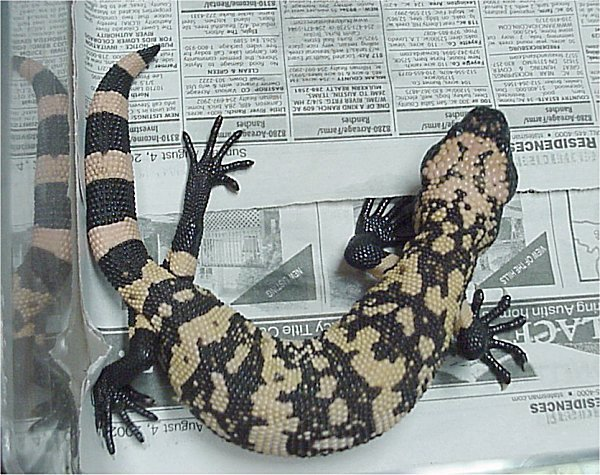
Heloderma suspectum, monstrul Gila mexican